# Joseph Rochet
Pour les articles homonymes, voir Rochet.
Joseph Rochet est un homme politique français né le 1er juillet 1837 à La Croix-Rousse (aujourd'hui rattachée à Lyon) et décédé le 30 mai 1888 dans le 4e arrondissement de Lyon (Rhône).
À la tête d'un atelier de tissage, il est l'un des fondateurs, en 1877, du syndicat des tisseurs. Conseiller municipal de Lyon en 1873, il est adjoint au maire en 1884. Il est député du Rhône de 1885 à 1888, siégeant dans la majorité opportuniste.

## Source
- « Joseph Rochet », dans Adolphe Robert et Gaston Cougny, Dictionnaire des parlementaires français, Edgar Bourloton, 1889-1891 [détail de l’édition]